# José Manuel Arnáiz Díaz
José Manuel Arnáiz Díaz (Talavera de la Reina, Toledo, 15 d'abril de 1995) és un futbolista professional manxec que juga com a migcampista al CA Osasuna.

## Carrera de club

### Valladolid
Arnáiz va debutar com a sènior amb la UD Talavera el 2013 a Tercera divisió, a només 18 anys. El 6 de maig de 2013, Arnáiz va fitxar pel Reial Valladolid, retornant a categories per edats.
El 7 de novembre de 2015, després d'haver jugat regularment amb el Real Valladolid B, va debutar com a professional entrant com a suplent als darrers minuts per Pedro Tiba en un empat 1–1 a casa contra el CD Leganés a la Segona Divisió. El següent 8 de juny, després d'haver marcat 11 gols durant la temporada anterior, va renovar el seu contracte fins al 2019, i fou promocionat al primer equip de forma definitiva.
Arnáiz va marcar el seu primer gol com a professional el 21 d'agost de 2016, l'únic del partit en una victòria a casa contra el Reial Oviedo. El 8 d'octubre, va marcar un doblet en una victòria a casa per 2–0 contra l'AD Alcorcón, i va acabar la temporada amb 12 gols, essent un jugador clau pel seu equip.

### FC Barcelona
El 25 d'agost de 2017, el FC Barcelona va arribar a un acord amb el Valladolid pel fitxatge d'Arnáiz. Tres dies després va signar contracte per tres anys amb el Barça, essent assignat al FC Barcelona B, també de segona divisió.
El 24 d'octubre de 2017, Arnáiz va debutar amb el primer equip a la Copa del Rei 2017–18, jugant com a titular, i marcant el tercer gol en un 0-3 a fora contra el Reial Múrcia. Fou convocat novament amb el primer equip el 3 de gener de 2018 pels setzens de final de Copa, contra el Celta de Vigo. Va marcar l'únic gol del partit pel FC Barcelonaen un empat 1-1 a l'estadi de Balaídos.
El 7 de gener de 2018 va debutar amb el Barça a la lliga, entrant com a suplent per Sergi Roberto al minut 85, contra el Llevant UE.

### Leganés
El 13 d'agost de 2018, Arnaiz va signar contracte per cinc anys amb el CD Leganés. El 29 de gener de 2020, fou cedit al CA Osasuna de primera divisió, fins al juny. L'11 de juliol va marcar el gol de la victòria a casa contra el Celta, que va permetre guanyar per 2–1, i en va marcar un altre que va permetre guanyar al Camp Nou contra el Barça cinc dies després.